# Bảng mã FIFA
FIFA chỉ định mã quốc gia gồm ba chữ cái cho mỗi quốc gia thành viên và không phải thành viên. Đây là những mã chính thức được FIFA và các liên đoàn châu lục (AFC, CAF, CONCACAF, CONMEBOL, OFC và UEFA) sử dụng làm tên viết tắt của các quốc gia và lãnh thổ phụ thuộc trong các giải đấu chính thức.

## Mã FIFA hiện hành
Hiện nay FIFA có 211 thành viên chính thức, mỗi thành viên đều có một mã quốc gia đặc trưng và riêng biệt:
| Quốc gia                  | Mã  |
| ------------------------- | --- |
| Afghanistan               | AFG |
| Albania                   | ALB |
| Algérie                   | ALG |
| Samoa thuộc Mỹ            | ASA |
| Andorra                   | AND |
| Angola                    | ANG |
| Anguilla                  | AIA |
| Antigua và Barbuda        | ATG |
| Argentina                 | ARG |
| Armenia                   | ARM |
| Aruba                     | ARU |
| Úc                        | AUS |
| Áo                        | AUT |
| Azerbaijan                | AZE |
| Bahamas                   | BAH |
| Bahrain                   | BHR |
| Bangladesh                | BAN |
| Barbados                  | BRB |
| Belarus                   | BLR |
| Bỉ                        | BEL |
| Belize                    | BLZ |
| Bénin                     | BEN |
| Bermuda                   | BER |
| Bhutan                    | BHU |
| Bolivia                   | BOL |
| Bosna và Hercegovina      | BIH |
| Botswana                  | BOT |
| Brasil                    | BRA |
| Quần đảo Virgin thuộc Anh | VGB |
| Brunei                    | BRU |
| Bulgaria                  | BUL |
| Burkina Faso              | BFA |
| Burundi                   | BDI |
| Campuchia                 | CAM |
| Cameroon                  | CMR |
| Canada                    | CAN |
| Cabo Verde                | CPV |
| Quần đảo Cayman           | CAY |
| Trung Phi                 | CTA |
| Tchad                     | CHA |
| Chile                     | CHI |
| Trung Quốc                | CHN |
| Đài Bắc Trung Hoa         | TPE |
| Colombia                  | COL |
| Comoros                   | COM |
| Cộng hòa Congo            | CGO |
| Quần đảo Cook             | COK |
| Costa Rica                | CRC |
| Croatia                   | CRO |
| Cuba                      | CUB |
| Curaçao                   | CUW |
| Síp                       | CYP |
| Cộng hòa Séc              | CZE |

| Quốc gia          | Mã  |
| ----------------- | --- |
| Đan Mạch          | DEN |
| Djibouti          | DJI |
| Dominica          | DMA |
| Cộng hòa Dominica | DOM |
| CHDC Congo        | COD |
| Ecuador           | ECU |
| Ai Cập            | EGY |
| El Salvador       | SLV |
| Anh               | ENG |
| Guinea Xích Đạo   | EQG |
| Eritrea           | ERI |
| Estonia           | EST |
| Eswatini          | SWZ |
| Ethiopia          | ETH |
| Quần đảo Faroe    | FRO |
| Fiji              | FIJ |
| Phần Lan          | FIN |
| Pháp              | FRA |
| Gabon             | GAB |
| Gambia            | GAM |
| Gruzia            | GEO |
| Đức               | GER |
| Ghana             | GHA |
| Gibraltar         | GIB |
| Hy Lạp            | GRE |
| Grenada           | GRN |
| Guam              | GUM |
| Guatemala         | GUA |
| Guinée            | GUI |
| Guiné-Bissau      | GNB |
| Guyana            | GUY |
| Haiti             | HAI |
| Honduras          | HON |
| Hồng Kông         | HKG |
| Hungary           | HUN |
| Iceland           | ISL |
| Ấn Độ             | IND |
| Indonesia         | IDN |
| Iran              | IRN |
| Iraq              | IRQ |
| Israel            | ISR |
| Ý                 | ITA |
| Bờ Biển Ngà       | CIV |
| Jamaica           | JAM |
| Nhật Bản          | JPN |
| Jordan            | JOR |
| Kazakhstan        | KAZ |
| Kenya             | KEN |
| Kosovo            | KOS |
| Kuwait            | KUW |
| Kyrgyzstan        | KGZ |
| Lào               | LAO |
| Latvia            | LVA |

| Quốc gia             | Mã  |
| -------------------- | --- |
| Liban                | LBN |
| Lesotho              | LES |
| Liberia              | LBR |
| Libya                | LBY |
| Liechtenstein        | LIE |
| Litva                | LTU |
| Luxembourg           | LUX |
| Ma Cao               | MAC |
| Madagascar           | MAD |
| Malawi               | MWI |
| Malaysia             | MAS |
| Maldives             | MDV |
| Mali                 | MLI |
| Malta                | MLT |
| Mauritanie           | MTN |
| Mauritius            | MRI |
| México               | MEX |
| Moldova              | MDA |
| Mông Cổ              | MNG |
| Montenegro           | MNE |
| Montserrat           | MSR |
| Maroc                | MAR |
| Mozambique           | MOZ |
| Myanmar              | MYA |
| Namibia              | NAM |
| Nepal                | NEP |
| Hà Lan               | NED |
| Nouvelle-Calédonie   | NCL |
| New Zealand          | NZL |
| Nicaragua            | NCA |
| Niger                | NIG |
| Nigeria              | NGA |
| CHDCND Triều Tiên    | PRK |
| Bắc Macedonia        | MKD |
| Bắc Ireland          | NIR |
| Na Uy                | NOR |
| Oman                 | OMA |
| Pakistan             | PAK |
| Palestine            | PLE |
| Panama               | PAN |
| Papua New Guinea     | PNG |
| Paraguay             | PAR |
| Perú                 | PER |
| Philippines          | PHI |
| Ba Lan               | POL |
| Bồ Đào Nha           | POR |
| Puerto Rico          | PUR |
| Qatar                | QAT |
| Cộng hòa Ireland     | IRL |
| România              | ROU |
| Nga                  | RUS |
| Rwanda               | RWA |
| Saint Kitts và Nevis | SKN |

| Quốc gia                    | Mã  |
| --------------------------- | --- |
| Saint Lucia                 | LCA |
| Saint Vincent và Grenadines | VIN |
| Samoa                       | SAM |
| San Marino                  | SMR |
| São Tomé và Príncipe        | STP |
| Ả Rập Xê Út                 | KSA |
| Scotland                    | SCO |
| Sénégal                     | SEN |
| Serbia                      | SRB |
| Seychelles                  | SEY |
| Sierra Leone                | SLE |
| Singapore                   | SGP |
| Slovakia                    | SVK |
| Slovenia                    | SVN |
| Quần đảo Solomon            | SOL |
| Somalia                     | SOM |
| Nam Phi                     | RSA |
| Hàn Quốc                    | KOR |
| Nam Sudan                   | SSD |
| Tây Ban Nha                 | ESP |
| Sri Lanka                   | SRI |
| Sudan                       | SDN |
| Suriname                    | SUR |
| Thụy Điển                   | SWE |
| Thụy Sĩ                     | SUI |
| Syria                       | SYR |
| Tahiti                      | TAH |
| Tajikistan                  | TJK |
| Tanzania                    | TAN |
| Thái Lan                    | THA |
| Đông Timor                  | TLS |
| Togo                        | TOG |
| Tonga                       | TGA |
| Trinidad và Tobago          | TRI |
| Tunisia                     | TUN |
| Thổ Nhĩ Kỳ                  | TUR |
| Turkmenistan                | TKM |
| Quần đảo Turks và Caicos    | TCA |
| Uganda                      | UGA |
| Ukraina                     | UKR |
| CTVQ Ả Rập Thống nhất       | UAE |
| Hoa Kỳ                      | USA |
| Uruguay                     | URU |
| Quần đảo Virgin thuộc Mỹ    | VIR |
| Uzbekistan                  | UZB |
| Vanuatu                     | VAN |
| Venezuela                   | VEN |
| Việt Nam                    | VIE |
| Wales                       | WAL |
| Yemen                       | YEM |
| Zambia                      | ZAM |
| Zimbabwe                    | ZIM |

1. ↑  Danh xưng chính thức theo FIFA là "Cộng hòa Trung Phi" (tiếng Anh: Central African Republic).
2. ↑  Danh xưng chính thức theo FIFA là "Cộng hòa Nhân dân Trung Hoa" (tiếng Anh: China PR).
3. ↑  Danh xưng chính thức theo FIFA là "Congo" (tiếng Anh: Congo).
4. ↑  Danh xưng chính thức theo FIFA là "Hồng Kông, Trung Quốc" (tiếng Anh: Hong Kong, China).
5. ↑  Danh xưng chính thức theo FIFA là "Cộng hòa Hồi giáo Iran" (tiếng Anh: IR Iran).
6. ↑  Danh xưng chính thức theo FIFA là "Cộng hòa Kyrgyz" (tiếng Anh: Kyrgyz Republic).

## Mã có liên kết với FIFA
Các mã sau dành cho các quốc gia hoặc lãnh thổ phụ thuộc hiện không liên kết với FIFA, nhưng các mã này vẫn có xuất hiện trong cơ sở dữ liệu của FIFA hoặc được trang web của các liên đoàn châu lục sử dụng thường xuyên:
| Quốc gia             | Mã   | Liên đoàn châu lục |
| -------------------- | ---- | ------------------ |
| Bonaire              | BES  | CONCACAF           |
| Bonaire              | BOE  | CONCACAF           |
| Guyane thuộc Pháp    | GUF  | CONCACAF           |
| Guadeloupe           | GLP  | CONCACAF           |
| Kiribati             | KIR  | OFC                |
| Martinique           | MTQ  | CONCACAF           |
| Niue                 | NIU  | OFC                |
| Quần đảo Bắc Mariana | NMI  | AFC                |
| Réunion              | REU  | CAF                |
| Saint-Martin         | SMN  | CONCACAF           |
| Sint Maarten         | SXM  | CONCACAF           |
| Sint Maarten         | SMA  | CONCACAF           |
| Tuvalu               | TUV  | OFC                |
| Anh Quốc             | GBR  |                    |
| Tây Sahara           | SADR | CAF                |
| Tây Sahara           | ESH  | CAF                |
| Zanzibar             | ZAN  | CAF                |

## Mã không liên kết với FIFA
Các mã sau dành cho các quốc gia hoặc lãnh thổ phụ thuộc hiện không liên kết với FIFA. Mặc dù họ là thành viên hoặc thành viên liên kết trong liên đoàn châu lục của mình, những mã này không được sử dụng thường xuyên:
| Quốc gia                 | Mã  |
| ------------------------ | --- |
| Xứ Basque                | BSQ |
| Catalunya                | CAT |
| Micronesia               | FSM |
| Greenland                | GRL |
| Quần đảo Marshall        | MHL |
| Monaco                   | MCO |
| Monaco                   | MON |
| Nauru                    | NRU |
| Palau                    | PLW |
| Saint-Barthélemy         | BLM |
| Saint-Pierre và Miquelon | SPM |
| Saint Helena             | SHN |
| Transnistria             | PMR |
| Vatican                  | VAT |
| Wallis và Futuna         | WLF |
| Wallis và Futuna         | WAF |

## Mã cũ
Các mã dưới đây đã không còn được sử dụng do quốc gia không còn tồn tại, đổi quốc hiệu, phân tách ra khỏi hoặc sáp nhập vào trong quốc gia khác:
| Quốc gia                       | Mã  |
| ------------------------------ | --- |
| Bohemia                        | BOH |
| Guiana thuộc Anh               | BGU |
| Ấn Độ thuộc Anh                | BIN |
| Miến Điện                      | BUR |
| Trung Phi                      | CAF |
| Ceylon                         | CEY |
| Cộng đồng các Quốc gia Độc lập | CIS |
| Tiệp Khắc                      | TCH |
| Dahomey                        | DAH |
| Đông Ấn Hà Lan                 | INH |
| Đông Đức                       | GDR |
| Cộng hòa Liên bang Nam Tư      | FRY |
| Bờ Biển Vàng                   | GOC |
| Ireland                        | EIR |
| Kosovo                         | KVX |

| Quốc gia                  | Mã  |
| ------------------------- | --- |
| Liban                     | LIB |
| Malaysia                  | MAL |
| Hà Lan                    | HOL |
| Antille thuộc Hà Lan      | ANT |
| Tân Hebrides              | HEB |
| Việt Nam Dân chủ Cộng hòa | VNO |
| Bắc Yemen                 | YAR |
| Bắc Rhodesia              | NRH |
| Ủy trị Palestine          | PAL |
| Cộng hòa Ireland          | IRE |
| Rhodesia                  | RHO |
| România                   | ROM |
| Saar                      | SAA |
| Serbia và Montenegro      | SCG |
| Xiêm                      | SIA |

| Quốc gia                  | Mã  |
| ------------------------- | --- |
| Singapore                 | SIN |
| Việt Nam Cộng hòa         | SVM |
| Nam Yemen                 | YMD |
| Nam Rhodesia              | SRH |
| Liên Xô                   | URS |
| Sudan                     | SUD |
| Suriname                  | NGY |
| Đài Loan                  | TAI |
| Tanganyika                | TAA |
| Cộng hòa Ả Rập Thống nhất | UAR |
| Thượng Volta              | UPV |
| Tây Đức                   | FRG |
| Samoa                     | WSM |
| Nam Tư                    | YUG |
| Zaire                     | ZAI |

1. ↑  Mã này từng được sử dụng tại Vòng loại Giải vô địch bóng đá châu Âu 2020.
2. ↑  Mã này từng được sử dụng tại Cúp bóng đá châu Á 2019.
3. ↑  Mã này từng được sử dụng tại Cúp bóng đá châu Á 2007.
4. ↑  Mã này từng được sử dụng tại Vòng loại Giải vô địch bóng đá thế giới 2006.
5. ↑  Mã này từng là mã chính thức của Đài Loan trước khi họ sử dụng danh xưng "Đài Bắc Trung Hoa".

## Khác biệt giữa FIFA và IOC
Dù hầu như bộ mã FIFA tương đồng với bộ mã IOC dùng trong các kỳ Thế vận hội, nhưng vẫn có một số điểm không nhất quán:
| Quốc gia                             | FIFA | IOC | ISO    |
| ------------------------------------ | ---- | --- | ------ |
| Algérie                              | ALG  | ALG | DZA    |
| Các Tiểu vương quốc Ả Rập Thống nhất | UAE  | UAE | ARE    |
| Samoa thuộc Mỹ                       | ASA  | ASA | ASM    |
| Angola                               | ANG  | ANG | AGO    |
| Antigua và Barbuda                   | ATG  | ANT | ATG    |
| Aruba                                | ARU  | ARU | ABW    |
| Bahamas                              | BAH  | BAH | BHS    |
| Bahrain                              | BHR  | BRN | BHR    |
| Bangladesh                           | BAN  | BAN | BGD    |
| Barbados                             | BRB  | BAR | BRB    |
| Belize                               | BLZ  | BIZ | BLZ    |
| Bermuda                              | BER  | BER | BMU    |
| Bhutan                               | BHU  | BHU | BTN    |
| Botswana                             | BOT  | BOT | BWA    |
| Quần đảo Virgin thuộc Anh            | VGB  | IVB | VGB    |
| Brunei                               | BRU  | BRU | BRN    |
| Bulgaria                             | BUL  | BUL | BGR    |
| Burkina Faso                         | BFA  | BUR | BFA    |
| Campuchia                            | CAM  | CAM | KHM    |
| Quần đảo Cayman                      | CAY  | CAY | CYM    |
| Trung Phi                            | CTA  | CAF | CAF    |
| Costa Rica                           | CRC  | CRC | CRI    |
| Cộng hòa Congo                       | CGO  | CGO | COG    |
| Tchad                                | CHA  | CHA | TCD    |
| Chile                                | CHI  | CHI | CHL    |
| Croatia                              | CRO  | CRO | HRV    |
| Đan Mạch                             | DEN  | DEN | DNK    |
| El Salvador                          | SLV  | ESA | SLV    |
| Guinea Xích Đạo                      | EQG  | GEQ | GNQ    |
| Fiji                                 | FIJ  | FIJ | FJI    |
| Gambia                               | GAM  | GAM | GMB    |
| Đức                                  | GER  | GER | DEU    |
| Hy Lạp                               | GRE  | GRE | GRC    |
| Grenada                              | GRN  | GRN | GRD    |
| Guiné-Bissau                         | GNB  | GBS | GNB    |
| Guatemala                            | GUA  | GUA | GTM    |
| Guinée                               | GUI  | GUI | GIN    |
| Haiti                                | HAI  | HAI | HTI    |
| Honduras                             | HON  | HON | HND    |
| Indonesia                            | IDN  | INA | IDN    |
| Iran                                 | IRN  | IRI | IRN    |
| Saint Kitts và Nevis                 | SKN  | SKN | KNA    |
| Kuwait                               | KUW  | KUW | KWT    |
| Latvia                               | LVA  | LAT | LVA    |
| Lesotho                              | LES  | LES | LSO    |
| Libya                                | LBY  | LBA | LBY    |
| Madagascar                           | MAD  | MAD | MDG    |
| Malawi                               | MWI  | MAW | MWI    |
| Malaysia                             | MAS  | MAS | MYS    |
| Mauritius                            | MRI  | MRI | MUS    |
| Mauritanie                           | MTN  | MTN | MRT    |
| Mông Cổ                              | MNG  | MGL | MNG    |
| Myanmar                              | MYA  | MYA | MMR    |
| Hà Lan                               | NED  | NED | NLD    |
| Nepal                                | NEP  | NEP | NPL    |
| Antille thuộc Hà Lan                 | ANT  | AHO | [ 14 ] |
| Nicaragua                            | NCA  | NCA | NIC    |
| Niger                                | NIG  | NIG | NER    |
| Nigeria                              | NGA  | NGR | NGA    |
| Oman                                 | OMA  | OMA | OMN    |
| Paraguay                             | PAR  | PAR | PRY    |
| Philippines                          | PHI  | PHI | PHL    |
| Puerto Rico                          | PUR  | PUR | PRI    |
| Palestine                            | PLE  | PLE | PSE    |
| Bồ Đào Nha                           | POR  | POR | PRT    |
| Ả Rập Xê Út                          | KSA  | KSA | SAU    |
| Seychelles                           | SEY  | SEY | SYC    |
| Slovenia                             | SVN  | SLO | SVN    |
| Quần đảo Solomon                     | SOL  | SOL | SLB    |
| Nam Phi                              | RSA  | RSA | ZAF    |
| Sri Lanka                            | SRI  | SRI | LKA    |
| Samoa                                | SAM  | SAM | WSM    |
| Sudan                                | SDN  | SUD | SDN    |
| Thụy Sĩ                              | SUI  | SUI | CHE    |
| Đài Loan (Đài Bắc Trung Hoa)         | TPE  | TPE | TWN    |
| Tanzania                             | TAN  | TAN | TZA    |
| Trinidad và Tobago                   | TRI  | TTO | TTO    |
| Togo                                 | TOG  | TOG | TGO    |
| Tonga                                | TGA  | TGA | TON    |
| Uruguay                              | URU  | URU | URY    |
| Saint Vincent và Grenadines          | VIN  | VIN | VCT    |
| Quần đảo Virgin thuộc Mỹ             | VIR  | ISV | VIR    |
| Việt Nam                             | VIE  | VIE | VNM    |
| Vanuatu                              | VAN  | VAN | VUT    |
| Zambia                               | ZAM  | ZAM | ZMB    |
| Zimbabwe                             | ZIM  | ZIM | ZWE    |

Một số quốc gia có mã quốc gia liên kết với FIFA nhưng lại không phải là thành viên Ủy ban Olympic Quốc tế, và ngược lại:
- Thành viên FIFA nhưng không phải thành viên IOC (13):
  -  Anguilla
  -  Curaçao
  -  Anh
  -  Quần đảo Faroe
  -  Gibraltar
  -  Ma Cao
  -  Montserrat
  -  Nouvelle-Calédonie
  -  Bắc Ireland
  -  Scotland
  -  Tahiti
  -  Quần đảo Turks và Caicos
  -  Wales
- Thành viên IOC nhưng không phải thành viên FIFA (8):
  -  Anh Quốc
  -  Kiribati
  -  Quần đảo Marshall
  -  Micronesia
  -  Monaco
  -  Nauru
  -  Palau
  -  Tuvalu

## Khác biệt giữa FIFA và ISO
Có nhiều điểm khác biệt giữa bộ mã FIFA với bộ mã ISO 3166-1 alpha-3 hơn là giữa bộ mã FIFA với bộ mã IOC.